# Gabriel Barbou des Courières
Gabriel Barbou des Courières (Abbeville, 23 novembre 1761 – Parigi, 6 dicembre 1827) è stato un generale francese. Fu attivo durante le guerre rivoluzionarie francesi e le guerre napoleoniche. Il suo nome è inciso sull'Arco di Trionfo di Parigi.

## Biografia

### Dai primi anni alla Rivoluzione francese
Nacque ad Abbeville nel 1761. Si unì come volontario al reggimento Artois nel 1779. Nel 1782 venne promosso a sottotenente e quello stesso anno si imbarcò per servire in Giamaica, dove rimase fino a quando non fu firmata la pace tra Francia e Regno Unito, che gli permise di tornare in patria assieme al conte di Estaing. Nel 1788 fu promosso a tenente e nel 1791 si imbarcò per Saint-Domingue, dove rimase per un anno.
Al suo ritorno, dopo lo scoppio della guerra della Prima coalizione, si arruolò come volontario e fu impiegato nell'esercito del Nord, combattendo principalmente nelle Ardenne e poi nell'esercito della Sambre e della Mosa. Prese parte alla battaglia di Fleurus e all'assedio di Valanciennes, dove si distinse per il coraggio dimostrato. Le promozioni non tardarono ad arrivare: venne rapidamente nominato capobattaglione, colonnello e generale di brigata tra il 1792 e il 1794. Passò il 1795 ed il 1796 a combattere agli ordini del generale Bernadotte, combattendo al suo fianco a Würzburg. Rimasto sul fronte tedesco, divenne il nuovo capo di stato maggiore dell'armata, nel frattempo passata sotto il comando di Hoche, combattendo a Neuwied.
Al termine della guerra fu inviato nella Repubblica Batava, dove rimase dal 1798 al 1801. In Olanda, combatté sotto i generali Brune e Daendels durante l'invasione anglo-russa della regione, partecipando attivamenet nelle battaglie di Bergen e di Castricum, dove fu posto a comando della cavalleria. Per i meriti ottenuti in questa campagna, fu promosso a generale di divisione. Fu poi assegnato all'esercito del generale Augereau, incaricato di invadere la Franconia.
A seguito della pace di Luneville, le armate olandesi furono riorganizzate e per un paio d'anni fu regolarmente spostato tra le varie armate. Passò il 1802 tra Torino e la Svizzera, dove sostituì il generale Ney; tornò in Olanda nel 1803 ed infine, nel 1804, venne assegnato all'armata francese nell'Hannover, della quale assunse il comando l'anno successivo, succedendo a Bernadotte.

### Al servizio dell'Impero

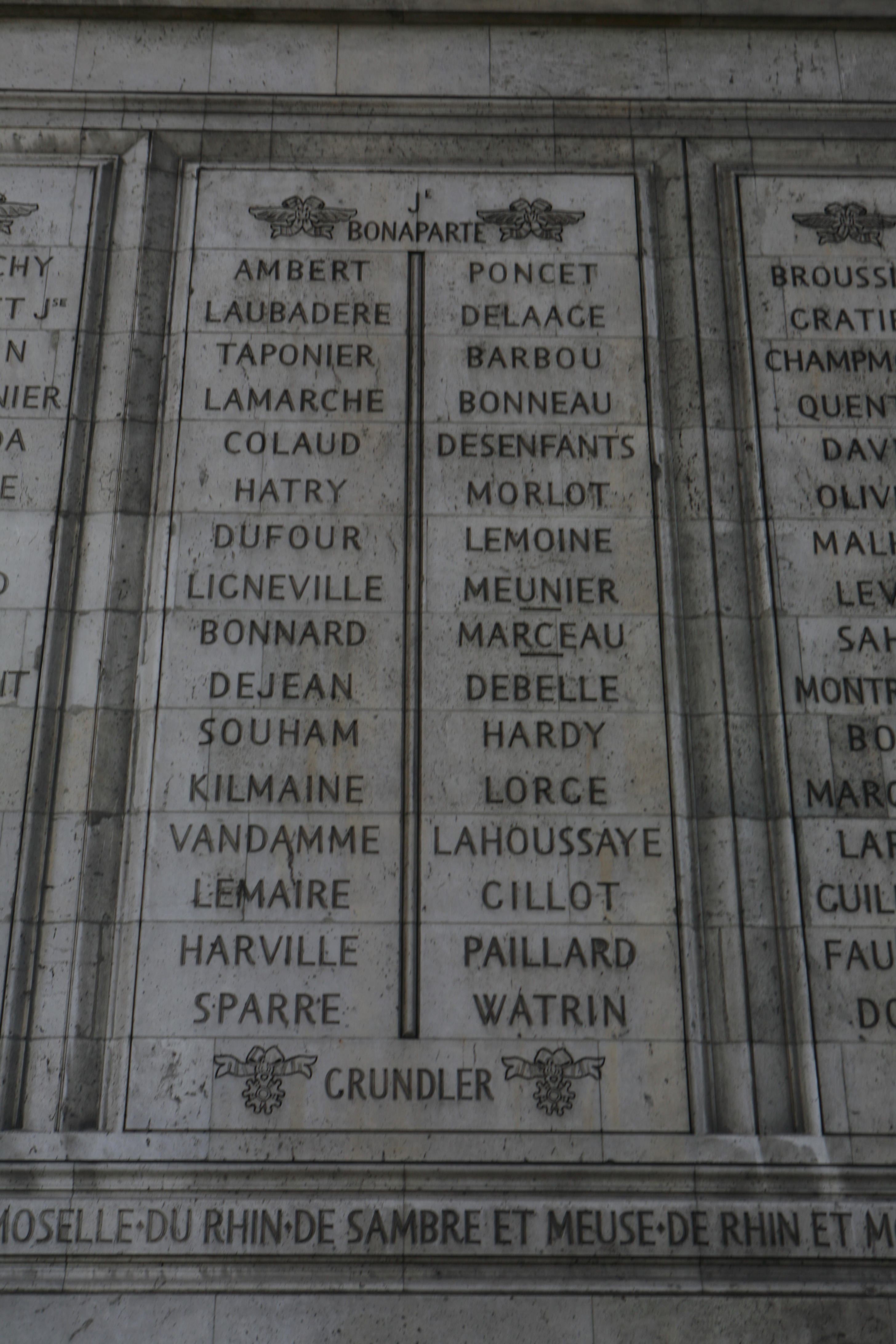
Arco di Trionfo di Parigi. In alto a destra, il nome Barbou

Con lo scoppio della guerra della Terza coalizione, egli assunse le difese della regione dell'Hannover dalle truppe svedesi e da quelle russe. Dovendo affrontare forze molto superiori, si limitò a rinchiudersi nella fortezza di Hameln sino al termine della guerra, avvenuta in seguito alla pace di Presburgo. Rimase nella regione come commissario dell'Imperatore per il nuovo governo dell'Hannover. Fu scelto per comandare la fortezza di Cattaro in Dalmazia nel 1806, ma a causa di una malattia il trasferimento sulle coste dell'Adriatico non ebbe seguito.
Invece, fu trasferito a Bordeaux nel 1807, dove comandò l'11ª divisione del Corpo di Osservazione della Gironda, destinato alla guerra in Spagna negli anni a venire. Sceso in Spagna nel 1808 all'interno dell'armata del generale Dupont, fu inviato in Andalusia a sedare gli insorti spagnoli ed assicurare la flotta dell'ammiraglio Rosily. Partecipò quindi alla battaglia del ponte di Alcolea e alla presa di Cordova. In seguito, prese parte alla disastrosa sconfitta di Bailèn, nella quale era al comando di una delle due divisioni sotto l'immediato controllo del comandante francese. Come tutto il corpo ufficiali fu rimpatriato in Francia. Imbarcato a Cadice sulla nave Saint-Georges, sbarcò a Tolone. Diversamente dagli altri ufficiali, non cadde in disgrazie e non venne processato per l'accaduto, anzi, fu rapidamente inviato in Italia, dove avrebbe servito agli ordini del principe Eugenio.
Prese parte alla campagna di Eugenio in Italia nel 1809, combattendo nella battaglia di Sacile. Dopo la sconfitta, fu incaricato di difendere Venezia dalle forze dell'arciduca Giovanni ed in seguito venne spostato in Tirolo, con il compito di sedare le rivolte in corso. A differenza della maggior parte delle truppe francesi in Italia, che vennero destinate alla campagna di Russia, Barbou non si mosse dalla penisola. In particolare, dal 1810 al 1814, fu il comandante della fortezza di Ancona, della quale era ancora responsabile quando venne assediato e fatto prigioniero da Murat durante la guerra del 1814.

### Ultimi anni
Ritornato in patria nel 1814, venne decorato dalla restaurata monarchia borbonica con i titoli di Grand'ufficiale della Legion d'Onore e di Cavaliere dell'Ordine di San Luigi. Non prese alcun ruolo di comando durante i Cento giorni e si ritirò dalla vita militare l'anno successivo, precisamente l'8 febbraio 1816. Morì nel 1827 a Parigi.